# Josef Riegler
Josef Riegler (ur. 5 lipca 1922, zm. 27 maja 1947 w Landsberg am Lech) – zbrodniarz hitlerowski, oficer raportowy (Rapportführer) w obozie koncentracyjnym Mauthausen-Gusen  i SS-Unterscharführer.
Obywatel austriacki. Członek Waffen-SS od 1938. Członek personelu obozu w Mauthausen od 1942 do 1945, gdzie pełnił funkcję oficera raportowego, odpowiedzialnego za apele więźniów. Riegler brał wielokrotnie osobisty udział w egzekucjach więźniów i jeńców radzieckich, zarówno przez rozstrzelanie, jak i przez powieszenie. Szczególnie maltretował więźniów gdy był pijany.
Skazany za swoje zbrodnie w procesie załogi Mauthausen-Gusen (US vs. Johann Altfuldisch i inni) przed amerykańskim Trybunałem Wojskowym w Dachau na karę śmierci i powieszony w więzieniu Landsberg w maju 1947.